# أحمق حول العالم
أحمق حول العالم (بالإنجليزية: An Idiot Abroad) هو مسلسل بريطاني وثائقي عن السفر والكوميديا الرحلات الطويلة بُث على قناة سكاي 1 البريطانية، السلسلة تضَمَنَت أيضاً مجموعة من الكتب المصاحبة من تأليف ريكي جريفيه وستيفين ميرشانت وبطولة كارل بيلكنقتون.

## قصة المسلسل
فكرة المسلسل والكتب هي ان بيلكنقتون ليس لديه أية اهتمام بالسفر في الخارج، لذا ستيفين ميرشانت و جريفيه جعلاه يقوم بالسفر بينما يقومون هم بمراقبته في موطنهم بالمملكة المتحدة.

## نظرة عامة

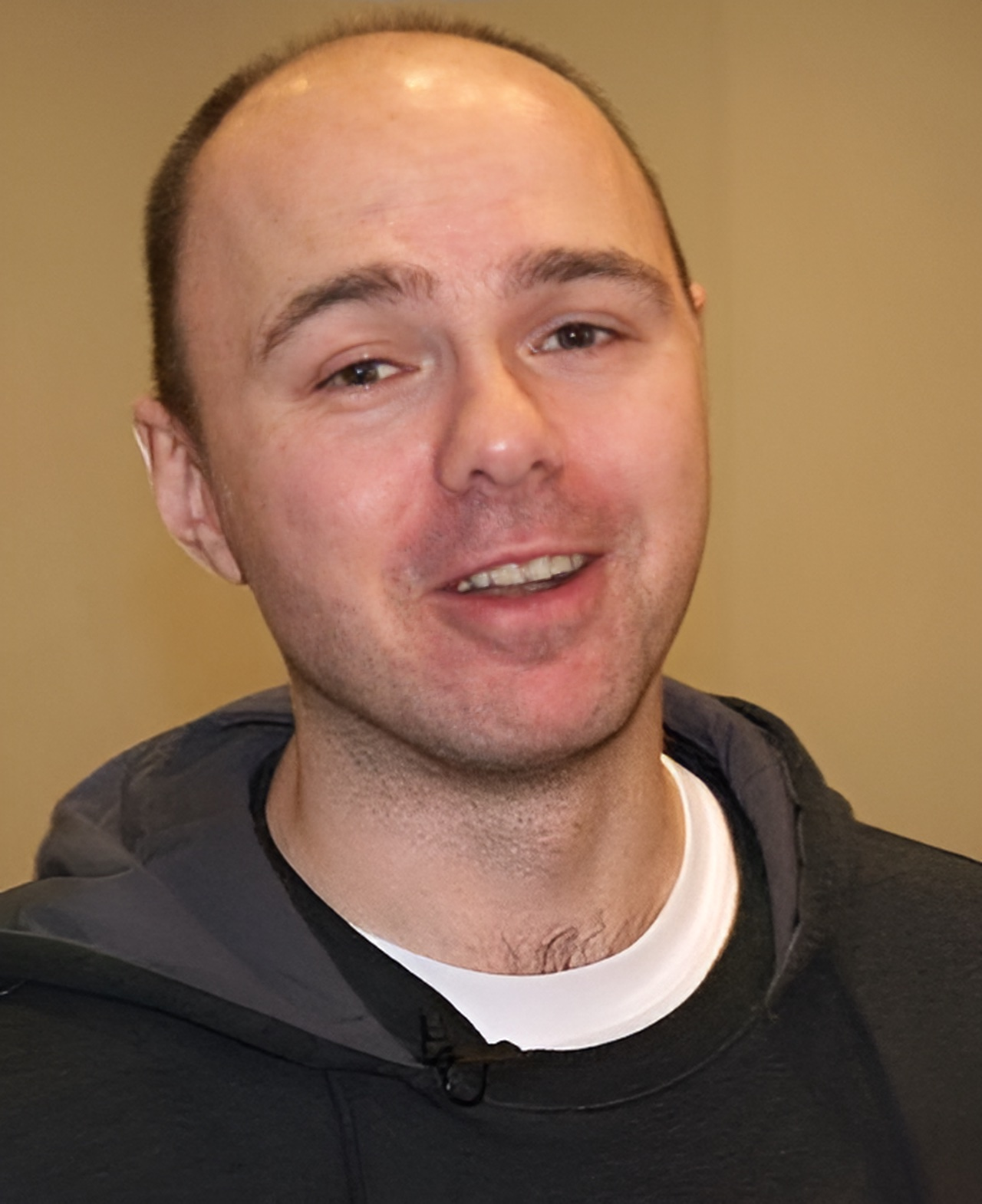
المسلسل يقدم كارل بيلكنقتون وهو يسافر حول العالم.

اسم السلسلة الاصلي هو عجائب الدنيا السبع لكارل بيلكنقتون، وتوثق السلسلة رحلات كارل إلى دول أجنبية على هيئة زيارة لعجائب الدنيا السبع الجديدة. وبالرغم من ان العجائب تشمل الكولوسيوم في روما، لكنها ليست من ضمن زيارات كارل، وبدلاً من ذلك زار كارل الأهرامات العظيمة في مصر (وهي آخر عجائب الدنيا السبع للعالم القديم التي لازالت باقية). تركّز الحلقات في معظم أوقاتها على ردات فعل كارل تجاه اختلاف الثقافات والخصوصيات في البلدان التي زارها. يتصل جريفيه وميرشانت خلال كل رحلة لتعين مهام له والتي غالبا ليس لها علاقة لتصور كارل حول سبب زيارة الدولة. ومثالاً على هذه المهام قطع الصراء بركوب الجمال، رقص السامبا والتدريب على المصارعة وغيرها. 

## روابط خارجية
- أحمق حول العالم على موقع IMDb (الإنجليزية)
- أحمق حول العالم على موقع ميتاكريتيك (الإنجليزية)
- أحمق حول العالم على موقع نتفليكس (الإنجليزية)
- أحمق حول العالم على موقع فيلمافينيتي (الإسبانية)
- أحمق حول العالم على موقع كينوبويسك (الروسية)
- أحمق حول العالم على موقع قاعدة بيانات الفيلم (الإنجليزية)